# Hlodove, Berdeansk
Hlodove (în ucraineană Глодове) este un sat în comuna Karla Marksa din raionul Berdeansk, regiunea Zaporijjea, Ucraina.

## Demografie
Componența lingvistică a localității Hlodove
     Ucraineană (97,12%)
     Rusă (2,88%)
Conform recensământului din 2001, majoritatea populației localității Hlodove era vorbitoare de ucraineană (97,12%), existând în minoritate și vorbitori de rusă (2,88%).